# Collégiale Saint-Victor devant Mayence

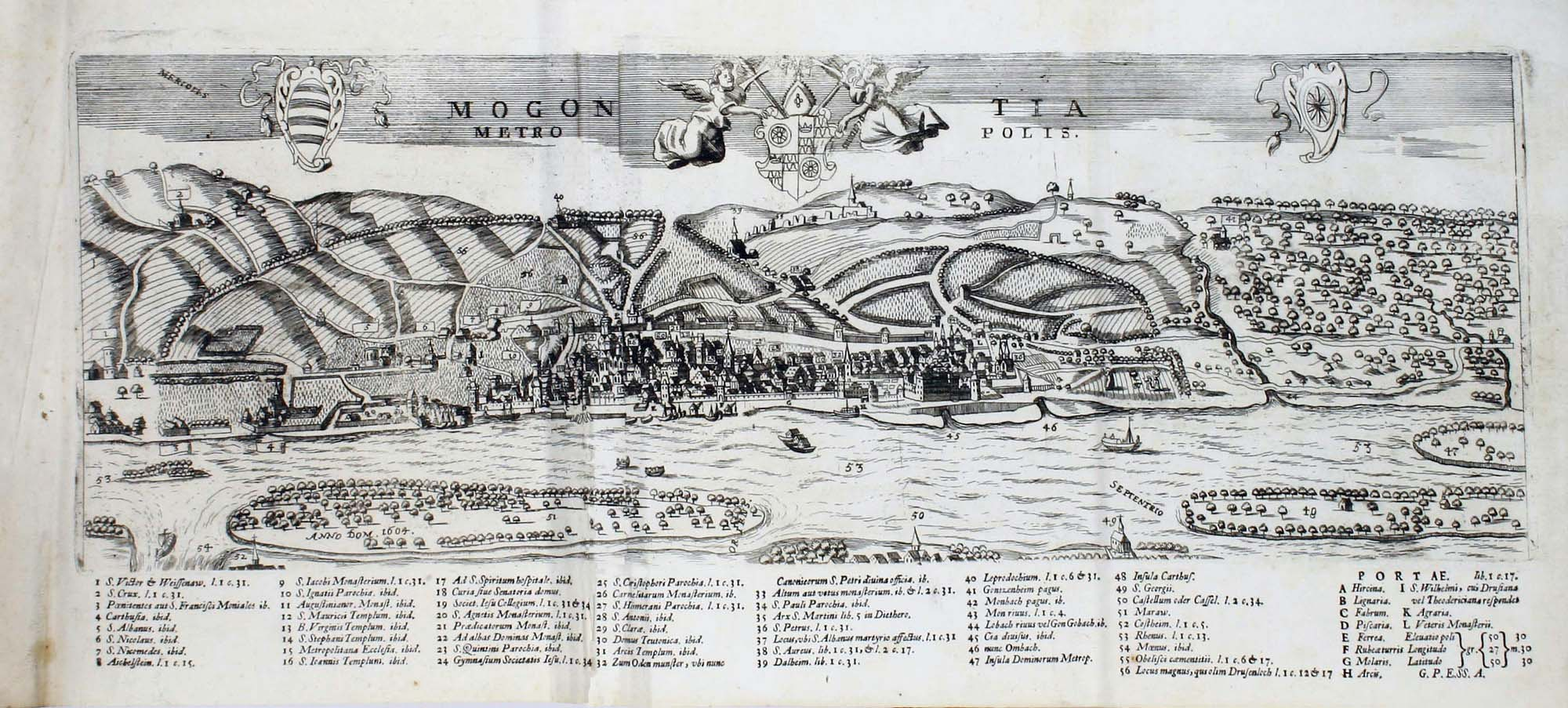
Mayence en 1604 : Saint-Victor (détruit depuis 1552 ?) est marqué d'un 1 à l'extrême gauche

La collégiale Saint-Victor devant Mayence a été fondée à la fin du Xe siècle, au sud-est de Weisenau près de Mayence ; elle fut détruite au XVIe siècle, mais les chanoines subsistèrent jusqu'au XIXe siècle. 

## Histoire

### Fondation
La nouvelle église est inaugurée en présence d'Otton III par l'archevêque Willigis en 994 ou 995. 

### Traces du chapitre auXVesiècle
Au chapitre de Saint-Victor se rattachent des confréries sur les listes desquelles on trouve le nom de Gutenberg. 
Le chapitre fait plusieurs recours au bureau des suppliques du Pape, et on trouve dans les archives romaines (1423-1460) la mention de nombreuses requêtes de chanoines de Saint-Victor, entre autres :
- de deux doyens :
  - Cyriacus Leckstein (chantre de 1456 à 1459)[3]
  - Hartmann Meyden,
- d'un custode (ou ecclésiarque, 1423-1460), Hermann Deys, excommunié pour simonie en 1452, mais encore titulaire jusqu'en 1460[3],
- de deux chantres (1451-1456) :
  - Ludwig Quelder, connu dans les années 1430 du cardinal Giordano Orsini[3],
  - Wigand Könnicke (à partir de 1459), également secrétaire des archevêques de Mayence, Dietrich d'Erbach et Adolphe II de Nassau, connu d'Enea Silvio Piccolomini (futur Pie II), ce qui lui valut d'être bénéficiaire de plusieurs revenus ecclésiastiques dont celui de Saint-Ignace de Mayence[3],
- d'un écolâtre, Wigand Weckler von Homberg [3].

### Destruction de la collégiale et subsistance du chapitre
Le 28 août 1552 la collégiale est pillée et détruite par le margrave Albert II Alcibiade de Brandebourg-Kulmbach pendant la Seconde guerre des Margraves : la collégiale ne sera jamais reconstruite, mais le chapitre est déplacé le 21 octobre 1552 à la collégiale Saint-Jean à l'intérieur des murs de Mayence.
À partir de la mi-décembre 1792, le culte ne fut plus possible dans l'église Saint-Jean, utilisée comme entrepôt à grain. Pendant l'occupation française, les chanoines ont quitté la ville pour une courte période. Plus tard, ils assureront leur service religieux dans la chapelle et dans le chœur des Sœurs blanches de Sainte-Madeleine (de). 
Le 9 juin 1802, le chapitre de Saint-Victor est aboli par Napoléon. Dans une vente aux enchères des biens nationaux en 1804, sont énoncés deux bâtiments des propriétés du chapitre de Saint-Victor. Quant aux propriétés terriennes, elles sont réparties entre les habitants de la Hesse-Darmstadt et du Nassau.

### Vestiges
En mémoire du chapitre, une rue de Weisenau s'appelle Am Viktorstift.

### Source de la traduction
- (de) Cet article est partiellement ou en totalité issu de l’article de Wikipédia en allemand intitulé « Stift St. Viktor vor Mainz » (voir la liste des auteurs).